# 門脇厚司
門脇 厚司（かどわき あつし、1940年9月30日 - ）は、日本の教育学者。専門は教育社会学。筑波大学名誉教授、ラボ言語教育総合研究所代表、日本教師教育学会会長、前茨城県つくば市教育長。

## 経歴
- 1940年：中国青島市生まれ、山形県出身
- 東京教育大学教育学部卒業
- 1970年：東京教育大学大学院 教育学研究科博士課程単位取得退学
- 淑徳大学講師
- 日本経済新聞社勤務（企画調査部）
- 東京教育大学講師、助教授
- 筑波大学助教授、教育学系教授
- 2004年4月 - 2005年3月：東京家政学院筑波女子大学 学長
- 2005年4月 - 2008年3月：筑波学院大学 学長
- 2010年10月 - 2016年3月：美浦村教育長
- 2016年12月 - ：つくば市教育長

## 専攻
- 教育社会学

## 主な著書
- 『子どもの社会力』（岩波新書）
- 『現代の出世観』
- 『子どもと若者の〈異界〉』
- 『社会力を育てる　－新しい「学び」の構想』（岩波新書）
- 『社会力の時代へ　―互恵的協働社会の再現に向けて』（冨山房インターナショナル）
- 『社会力育ての現場を訪ねて　－ラボ教育メソッドの魅力と価値』（冨山房インターナショナル）